# Speedwell Township
Speedwell Township est un ancien township, situé dans le comté de Saint Clair, dans le Missouri, aux États-Unis,.
Le township est fondé en 1870 et baptisé en référence à un gouverneur du même nom.

### Source de la traduction
- (en) Cet article est partiellement ou en totalité issu de l’article de Wikipédia en anglais intitulé « Speedwell Township, St. Clair County, Missouri » (voir la liste des auteurs).